# (4491) Otaru
(4491) Otaru (1988 RP) – planetoida z pasa głównego asteroid okrążająca Słońce w ciągu 3,21 lat w średniej odległości 2,17 j.a. Odkryta 7 września 1988 roku.